# إكسفيوس ريزركشن
إكسفيوس ريزركشن (بالإنجليزية: Xevious Resurrection 1)، هي لعبة فيديو يابانية، من تطوير كاتل كال، ونشرها شركة نامكو بانداي جيمز، صدرت في الأسواق سنة 2009، وتعمل حصراً لمنصة بلاي ستيشن 3.